# Miltenberg
Miltenberg (pronunciación en alemán: /ˈmɪltn̩ˌbɛʁk/ⓘ) es un municipio y la ciudad capital del distrito de Miltenberg, en el estado federado de Baviera (Alemania), con una población a finales de 2016 de unos 9298 habitantes.
Se encuentra ubicado al noroeste del estado, en la región de Baja Franconia, cerca de la frontera con los estados de Hesse y Baden-Wurtemberg, y de la orilla del río Meno —uno de los principales afluentes del Rin por su margen derecha—.

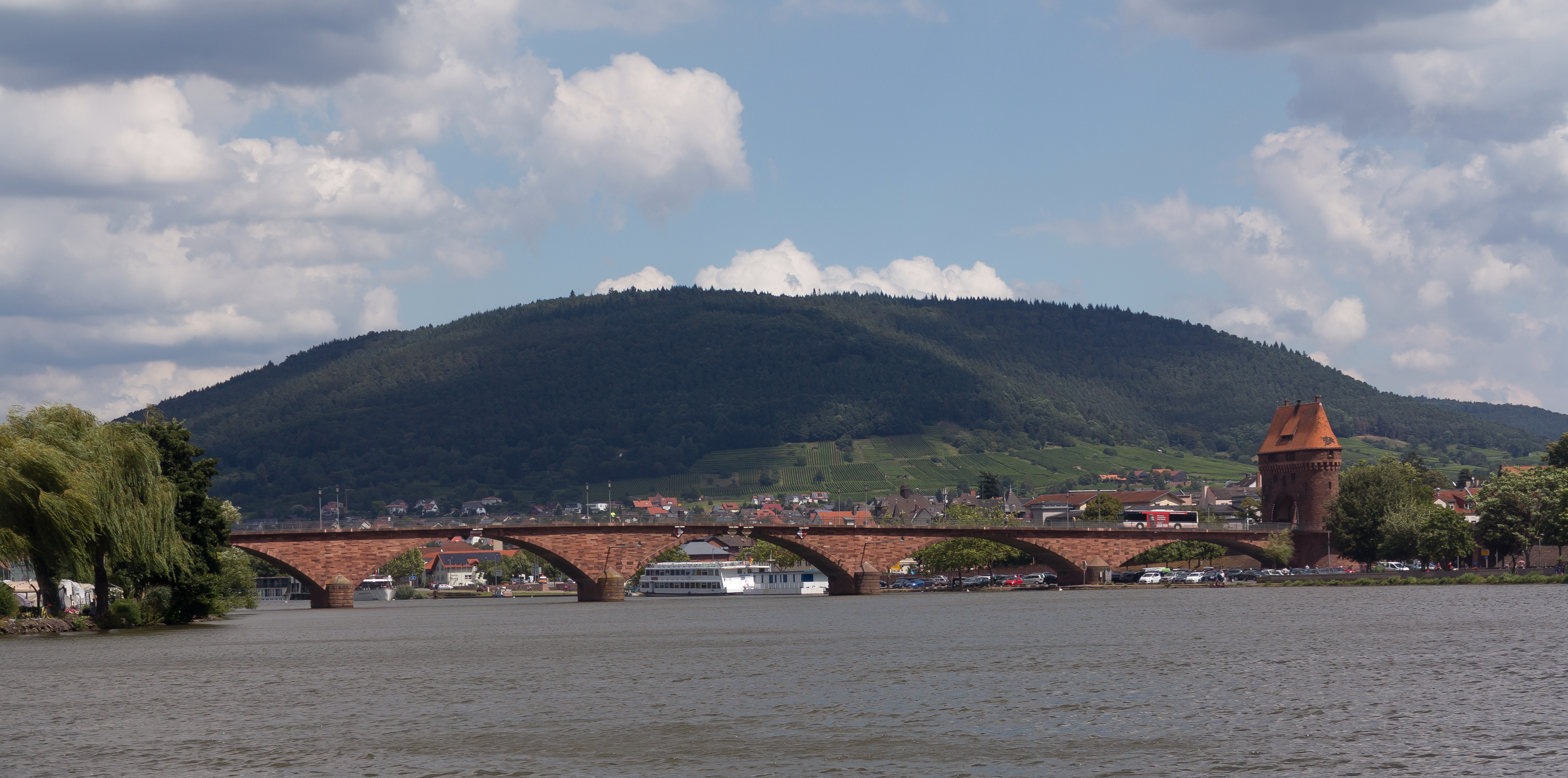
Miltenberg, el puente: Main Brücke